# 回龙镇 (梁平区)
回龙镇，是中华人民共和国重庆市梁平区下辖的一个乡镇级行政单位。

## 行政区划
回龙镇下辖以下地区：
回龙街道社区、回龙村、云阳村、安居村、鹞子村、寒岭村、清平村、双龙村、青杠村、八一村、山河村、民胜村、兴农村、杨柳村、红星村和天福村。